# Macrospectrodes
Macrospectrodes és un gènere d'arnes de la família Crambidae. Conté només una espècie, Macrospectrodes subargentalis, que es troba a l'Índia (Sikkim).